# Coupe de la Ligue espagnole de football
La Coupe de la Ligue espagnole est une ancienne compétition de football organisée par la Ligue espagnole de football durant les derniers mois de la saison (mai-juin). Elle fut disputée entre 1983 et 1986 et opposait les huit premiers du championnat. Chaque tour, y compris la finale se disputait sous forme de matchs aller-retour.

## Historique
La Coupe de la Ligue espagnole est créé en 1983 sous l'impulsion de Josep Lluís Núñez, président du FC Barcelone, avec pour principal objectif de générer des profits supplémentaires pour les clubs (droits télévisés, billetterie des stades…).
En 1986, les clubs se mettent d'accord pour supprimer cette coupe face à la saturation du calendrier due à la création d'un système de play-off dans le championnat.

## Palmarès
| Année | Vainqueur       | Finaliste          | Score (Aller-Retour) |
| ----- | --------------- | ------------------ | -------------------- |
| 1983  | FC Barcelone    | Real Madrid        | 2 - 2 2 - 1          |
| 1984  | Real Valladolid | Atlético de Madrid | 0 - 0 3 - 0 ap       |
| 1985  | Real Madrid     | Atlético de Madrid | 2 - 3 2 - 0          |
| 1986  | FC Barcelone    | Betis Séville      | 0 - 1 2 - 0          |